# Borghorst
Borghorst – dzielnica miasta Steinfurt  w Niemczech, w kraju związkowym Nadrenia Północna-Westfalia, w rejencji Münster, w powiecie Steinfurt. Do 31 grudnia 1974 było to samodzielne miasto.